# Bruno Lettow
Bruno Lettow (* 19. Januar 1910 in Calbe, Sachsen-Anhalt; † 9. März 1986 in Kulmbach, Oberfranken) war im nationalsozialistischen Deutschen Reich SS-Sturmbannführer und Regierungsrat, Leiter der Sonderdienststelle Böhmen und Mähren sowie des Referats IV D 1 (Protektoratsangelegenheiten, Tschechen im Reich) des Reichssicherheitshauptamtes, Gestapochef in Karlsbad und Chemnitz.

## Leben
Bruno Lettow wurde am 19. Januar 1910 in Calbe an der Saale geboren. Er studierte Rechtswissenschaften an der Friedrich-Wilhelms-Universität Berlin, gehörte seit 1928 der Berliner Burschenschaft Teutonia an und promovierte zum Dr. jur. Zum 1. November 1933 schloss er sich der SS an (SS-Nummer 185.434) und zum 1. Mai 1937 trat er der NSDAP bei (Mitgliedsnummer 4.583.183).
Von 1939 bis 1941 als stellvertretender Leiter der Staatspolizeistelle in Brünn eingesetzt. Dort war er auch als Vorsitzender des Standgerichts tätig, das in dieser Zeit 29 Menschen zum Tode verurteilte und weitere 200 der Gestapo überwies, von denen mindestens 42 ebenfalls ums Leben kamen.
Ab September 1942 übernahm Lettow als SS-Sturmbannführer und Regierungsrat in der Nachfolge von Gustav Jonak das Referat IV D 1 (Protektoratsangelegenheiten, Tschechen im Reich) des Reichssicherheitshauptamtes (RSHA). Vorher war er Leiter der „Sonderdienststelle Böhmen und Mähren“, die sich im Juni 1939 aus dem von Gustav Jonak ab Mai 1939 neu eingerichteten und von ihm geleiteten Referat II T des Gestapa entwickelte. Die Sonderdienststelle führte dann zum Referat IV D 1 des RSHA. Im November 1943 übernahm SS-Obersturmbannführer Kurt Lischka, der bisher stellvertretender Befehlshaber der Sicherheitspolizei und des SD in Paris war, das Referat IV D 1, während Lettow zum Chef der Gestapo Karlsbad bestellt wurde. Am 31. August 1944 bis Februar 1945 fungiert er schließlich noch als Leiter der Staatspolizeileitstelle Chemnitz.
Nach Kriegsende war Lettow im fränkischen Kulmbach als Handelsvertreter beschäftigt. Die Urteile des Standgerichtes in Brünn, dem er vorsaß, waren Gegenstand eines Ermittlungsverfahrens der Staatsanwaltschaft Frankfurt am Main
Am 9. März 1986 verstarb Bruno Lettow in Kulmbach.